# Alberto Longobardista
Alberto Longobardista (... – XII secolo) è stato un giurista italiano.
Specializzato nella storia del diritto presso i Longobardi, fu allievo di Ariprando.
Commentò i primi due libri della Lombardia.